# Hollo
Hollo är en ö i Finland. Den ligger i sjön Irnijärvi och Ala-Irni och i kommunen Kuusamo i den ekonomiska regionen  Koillismaa ekonomiska region  och landskapet Norra Österbotten, i den nordöstra delen av landet, 600 km norr om huvudstaden Helsingfors. Öns area är 0,3 hektar och dess största längd är 160 meter i öst-västlig riktning.